# سپهر شکوه
سپهر شکوه (۱۳ اکتبر ۱۶۴۴ تا ۳ ژوئیه ۱۷۰۸) یک شاهپور تیموری هند و چهارمین پسر داراشکوه از همسرش نادره بانو بیگم بود.

## مرگ
او در سال ۱۷۰۸ میلادی در دهلی درگذشت و جسدش به دستور امپراتور بهادرشاه در آگرا به خاک سپرده شد.